# Colopisthus parvus
Colopisthus parvus là một loài chân đều trong họ Cirolanidae. Loài này được Richardson miêu tả khoa học năm 1902.